# Crop-factor

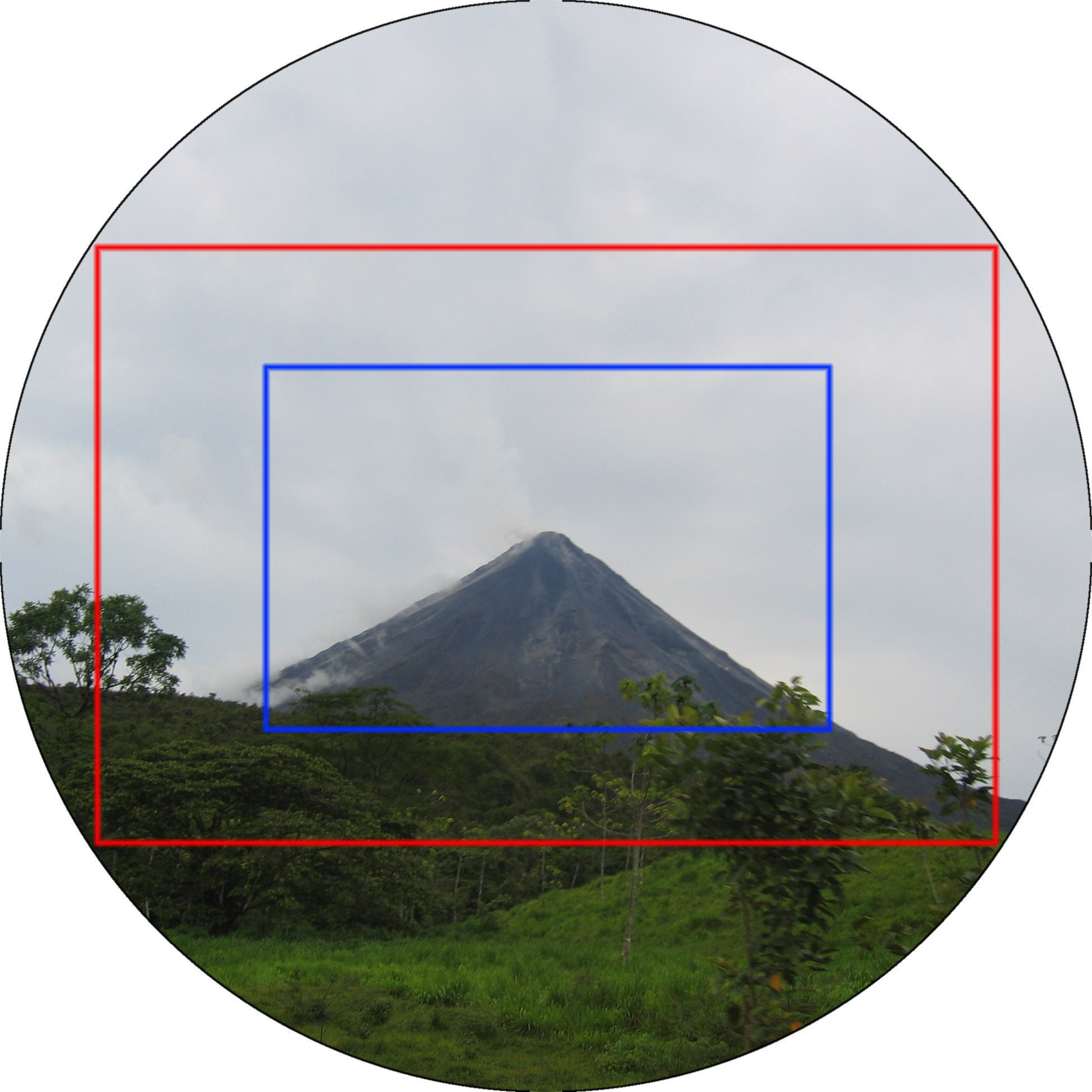
Crop-factor. De rode rechthoek laat zien wat een kleinbeeldsensor van 24×36 mm ziet en de blauwe rechthoek wat een 15×23mm-sensor zou zien bij een lens met dezelfde brandpuntsafstand

De crop-factor is de verhouding tussen de diagonalen van twee opnameformaten te weten die van de digitale sensor en die van het referentieformaat, meestal het kleinbeeld (135-film). Eenvoudiger gezegd: de crop-factor duidt aan in welke mate de beeldsensor van een fototoestel groter of kleiner is dan bijvoorbeeld een 35mm-negatief. De term kan ook worden gebruikt om de verhouding tussen kleinbeeld en middenformaat aan te geven: zo heeft een 6x4,5-rolfilmcamera een crop-factor van 0,62.
Vermenigvuldiging van een brandpuntsafstand van een objectief met de crop-factor geeft de brandpuntsafstand van een objectief met dezelfde beeldhoek als gebruikt op het referentieformaat.
De crop-factor voorziet in de behoefte om de brandpuntsafstand van digitale camera's te kunnen vergelijken met het equivalent voor het kleinbeeldformaat.

## Berekening
- De diagonaal van het kleinbeeldformaat is 43,3 mm.
- De diagonaal van een beeldsensor is bijvoorbeeld 25,6 mm (opgave fabrikant of berekend uit de afmetingen van de beeldchip).
- De crop-factor is 43,3 / 25,6 = 1,69. Afgerond op 1,7.

## Voorbeeld van gebruik
De crop-factor van een camera is 1,5.
- Dat betekent dat een objectief met een brandpuntsafstand van 28 mm, op een digitale camera, overeenkomt met een objectief van 42 mm op een kleinbeeldcamera.
- De beeldhoek van een 28mm-objectief op een digitale camera is dezelfde als van een 42mm-objectief op een kleinbeeldcamera.
- Als een foto wordt gemaakt met een objectief met dezelfde brandpuntsafstand van bijvoorbeeld 50 mm op een digitale camera en een kleinbeeldcamera dan zal de foto van de digitale camera een uitsnede (crop) zijn van de kleinbeeldfoto, het lijkt alsof de digitale-foto is gemaakt met een 75mm-objectief op de kleinbeeldcamera.

## Lijst met sensorafmetingen
| sensorafmetingen      | sensorafmetingen | sensorafmetingen | sensorafmetingen | sensorafmetingen | sensorafmetingen |
| sensortype/maat       | aspect ratio     | breedte (mm)     | hoogte (mm)      | diagonaal (mm)   | crop-factor      |
| --------------------- | ---------------- | ---------------- | ---------------- | ---------------- | ---------------- |
| 1/4"                  | 4:3              | 3,2              | 2,4              | 4                | 10,82            |
| 1/3"                  | 4:3              | 4,8              | 3,6              | 6                | 7,21             |
| 1/2"                  | 4:3              | 6,4              | 4,8              | 8                | 5,41             |
| 2/3"                  | 4:3              | 8,8              | 6,6              | 11               | 3,93             |
| 1"                    | 4:3              | 12,8             | 9,6              | 16               | 2,70             |
| 4/3" (Four Thirds)    | 4:3              | 17,8             | 13,4             | 22,28            | 1,94             |
| APS(C)                | 3:2              | 25,1             | 16,7             | 30,15            | 1,44             |
| Foveon X3             | 3:2              | 20,7             | 13,8             | 24,88            | 1,73             |
| Nikon 'APS-C'         | 3:2              | 23,6             | 15,7             | 28,37            | 1,52             |
| Nikon 'CX'            | 4:3              | 13,2             | 8,8              | 15,86            | 2,73             |
| Canon 'APS-C'         | 3:2              | 22,7             | 15,1             | 27,26            | 1,59             |
| Canon 'G1 X'          | 4:3              | 18,7             | 14,0             | 23,36            | 1,85             |
| Blackmagic Compact CC | 16:9             | 12,48            | 7,02             | 14,29            | 3,03             |
| 35 mm ("full-frame")  | 3:2              | 36,0             | 24,0             | 43,27            | 1,00             |

Diverse sensorformaten in verhouding

Link naar een artikel met meer informatie over de crop-factor: 